# La rivolta dei draghi
La rivolta dei draghi è il settimo libro della saga Peggy Sue e gli Invisibili, scritta originariamente in lingua francese dall'autore Serge Brussolo. 

## Trama
La storia comincia con Peggy Sue che è a casa della nonna Katy. All'improvviso in uno specchio appaiono degli spettri che le rubano il riflesso. Peggy scopre che senza il riflesso sarà più o meno metà Peggy Sue. Cioè sarà metà bella, metà intelligente eccetera... per riavere indietro il suo riflesso, dovrà andare in un pianeta dove le persone si trasformano in mostri. 
Lungo il viaggio magico, il cane blu e Sebastian mutano forma e devono essere aiutati da una strega. Peggy Sue scopre ben presto che le persone si trasformano in mostri solo se non bevono ogni giorno una razione di lacrime di drago. Per ottenere le lacrime, Peggy Sue dovrà andare nel paese dell'infelicità...

## Edizioni
- Serge Brussolo, Peggy Sue e la rivolta dei draghi, collana Ragazzi, Fanucci, 2006,  p. 318.